# Juan Donoso Cortés
Juan Donoso Cortés, Marqués de Valdegamas, (Valle de la Serena, Badajoz, 6 de maio de 1809 — Paris, França, 3 de maio de 1853) foi um filósofo, parlamentar, político e diplomático espanhol, funcionário da monarquia espanhola sob o regime liberal. 
Estudou Direito nas universidade de Salamanca e Sevilha. Em 1832 foi morar em Madrid, onde publicou Memória sobre a monarquia de linha liberal-conservadora, e de onde começou sua atividade como jornalista político, influenciado pelo liberalismo de Royer-Collard e outros membros da Restauração francesa. Recebeu também influência do filósofo italiano Gianbattista Vico, introduzindo seu estudo na língua espanhola. Em 1833 ingressou na secretaria de Estado e iniciou sua carreira política, que o levou a ser secretário de gabinete e da presidência do conselho em 1836, com o governo de Mendizábal. Em 1837 foi eleito deputado por Cádiz e em 1840 foi à França, pouco antes do ter sido deposta a regente María Cristina. Donoso se converteu em um homem de confiança e agente de María Cristina e não voltou a se interessar na Espanha até a queda de Espartero, em 1843, como deputado por Badajoz.
Apoiou os liberais "isabelinos" na Guerra Carlista e participou da reforma constitucional de Nerváez em 1845.
Contatou na França com movimentos católicos reacionários e isso determinou sua evolução em direcção à defesa do regime tradicional e à reação contra a modernidade política, que considerava um apocalipse. De resto, é mais famoso por seu inversão ao reacionismo, a partir de 1848, em que levou à imprensa seu famoso "Discurso sobre a ditadura" que contém sua teoria da "dictadura del sable", uma apologia do governo forte face ao caos que ele via na revolução da modernidade. Em 1851 saiu à luz sua primeira obra famosa "Ensaio sobre o catolicismo, o liberalismo e o socialismo", o seu salto à filosofia política.
Tornou-se embaixador de Paris, onde morreu. Os seus restos repousam num mausoléu conjunto com Juan Meléndez Valdés e Leandro Fernández de Moratín, obra de Ricardo Bellver no Cemitério de San Isidro (Madrid).